# ماغي سيرنا
ماغي سيرنا (بالإسبانية: Magüi Serna)‏ مواليد 1 مارس 1979 في لاس بالماس دي غران كناريا، إسبانيا، هي لاعبة كرة مضرب إسبانية سابقة بدأت مسيرتها كمحترفة سنة 1996 وكانت تلعب باليد اليسرى، اعتزلت اللعب في 2006. أعلى تصنيف لها في الفردي كان المركز الـ 19 في سنة 2004. سبق أن شاركت في دورة الألعاب الأولمبية الصيفية.

## النهائيات
| الحصيلة | الرقم | التاريخ       | البطولة                       | الأرضية | المنافس في النهائي      | النتيجة في النهائي |
| ------- | ----- | ------------- | ----------------------------- | ------- | ----------------------- | ------------------ |
| الوصافة | 1.    | 2 أبريل 2001  | بورتو، البرتغال               | ترابية  | أرانتشا سانتشيث فيكاريو | 3–6, 1–6           |
| الوصافة | 2.    | 18 يونيو 2001 | إيستبورن، المملكة المتحدة     | عشبية   | ليندسي دافينبورت        | 2–6, 0–6           |
| الوصافة | 3.    | 7 أبريل 2002  | بورتو، البرتغال               | ترابية  | أنجيليز مونتوليو        | 1–6, 6–2, 5–7      |
| الفوز   | 4.    | 14 أبريل 2002 | البرتغال المفتوحة، البرتغال   | ترابية  | أنكا بارنا              | 6–4 6–2            |
| الفوز   | 5.    | 13 أبريل 2003 | البرتغال المفتوحة، البرتغال   | ترابية  | جوليا شروف              | 6–4 6–1            |
| الفوز   | 6.    | 20 أبريل 2003 | جائزة بودابيست الكبيرة، المجر | ترابية  | اليسيا موليك            | 3–6 7–5 6–4        |

## روابط خارجية
- ماغي سيرنا على موقع رابطة محترفات التنس (الإنجليزية)
- ماغي سيرنا على موقع الاتحاد الدولي لكرة المضرب (الإنجليزية)
- ماغي سيرنا على موقع كأس بيلي جين كينغ (الإنجليزية)
- ماغي سيرنا على موقع خلاصة التنس.كوم (الإنجليزية)
- ماغي سيرنا على موقع أوليمبيديا (الإنجليزية)